# Jakob-Michael-Reinhold-Lenz-Preis für Dramatik
Der Jakob-Michael-Reinhold-Lenz-Preis für Dramatik der Stadt Jena, wie er vollständig heißt, wurde 1996 als Wettbewerbspreis für junge Dramatiker eingerichtet. Mit diesem Theaterpreis will die Stadt Jena einerseits an Jakob Michael Reinhold Lenz erinnern, der 1776 in Thüringen eine sehr „produktive Schaffensperiode“ hatte, wie die Stadtväter feststellten. Unter dem Motto „dem Heimatlosen eine Heimat geben“ wollen die Stifter jedoch vor allem „die Auseinandersetzung mit Dramatik befördern.“
Die Auszeichnung, die in enger Zusammenarbeit mit dem Theaterhaus Jena alle drei Jahre vergeben wird, ist mit insgesamt 10.000 Euro dotiert.

## Preisträger
- 1997 Dea Loher für Adam Geist; Sonderpreis für Ulrich Zieger für Die Sonne ist blau
- 2000 Katharina Tanner für Alles Liebe und Robert Woelfl für Dem Herz die Arbeit, den Händen die Liebe (Preis geteilt)
- 2003 Claudius Lünstedt für Mußt boxen
- 2006 Katharina Schmitt für Knock out
- 2009 Christiane Kalss für Drinnen
- 2013 Henriette Dushe für In einem dichten Birkenwald, Nebel